# Pelargonium christophoranum
Pelargonium christophoranum är en näveväxtart som beskrevs av Bernard Verdcourt. Pelargonium christophoranum ingår i släktet pelargoner, och familjen näveväxter. Inga underarter finns listade i Catalogue of Life.